# 고물라디오
《고물라디오》는 2002년 12월 발매한 대한민국의 록 밴드 크라잉넛의 정규 4집 앨범이다.
 이 앨범의 발매 직후인 2002년 12월, 박윤식, 이상면, 이상혁, 한경록등 네명의 동갑내기 멤버들은 전원 동반 군입대한다. 그럼에도 불구하고 퀵서비스맨, 필살 Offside, 고물라디오등 다수의 곡들이 대중의 사랑을 받는다.
앨범의 두번째 곡 '필살 Offside'는 2002 FIFA 월드컵 당시 '오 필승코리아'라는 제목으로 사용되었던 응원가에서 레알 마드리드의 응원가 멜로디에 해당하는 '오 필승 코리아' 부분을 빼고 크라잉 넛이 독창적으로 작곡한 부분만을 편곡하여 수록한 곡이다. 이 곡은 훗날 씨앤블루와의 저작권 분쟁의 불씨가 되기도 한다.

## 수록곡
| #            | 제목                       | 작사          | 작곡         | 재생 시간 |
| ------------ | -------------------------- | ------------- | ------------ | --------- |
| 1.           | 〈고물라디오〉             | 한경록        | 한경록       | 4:33      |
| 2.           | 〈필살 Offside〉           | 크라잉넛      | 이상혁       | 4:06      |
| 3.           | 〈너구리〉                 | 이상면        | 이상면       | 4:17      |
| 4.           | 〈퀵서비스맨TITLE〉        | 이상혁        | 이상혁       | 3:42      |
| 5.           | 〈소크라테스 클럽〉        | 한경록        | 한경록       | 3:17      |
| 6.           | 〈오드리〉                 | 이상혁        | 이상혁       | 5:23      |
| 7.           | 〈황금마차〉               | 한경록        | 한경록       | 5:12      |
| 8.           | 〈사망가〉                 | 김인수        | 김인수       | 2:18      |
| 9.           | 〈타이거 당췌!!〉          | 이상혁        | 이상혁       | 5:11      |
| 10.          | 〈oh my 007〉              | 한경록        | 한경록       | 3:09      |
| 11.          | 〈양치기 소년의 항해일지〉 | 한경록        | 한경록       | 6:22      |
| 12.          | 〈개가 말하네〉            | 이상면        | 이상면       | 5:31      |
| 13.          | 〈불꽃놀이〉               | 한경록        | 한경록       | 3:44      |
| 14.          | 〈빽구두〉                 | 김인수        | 김인수       | 2:17      |
| 15.          | 〈귀뚜라미 별곡〉          | whiru, 이상면 | 이상면       | 6:54      |
| 총 재생 시간 | 총 재생 시간               | 총 재생 시간  | 총 재생 시간 | 1:05:56   |

## 멤버 역할
- 박윤식 - 보컬,기타
- 이상면 - 기타
- 한경록 - 베이스
- 이상혁 - 드럼
- 김인수 - 키보드, 아코디언